# Abi Ofarim
Abraham "Abi" Ofarim, ursprungligen Abraham Reichstadt, född 5 oktober 1937 i Safed i Palestinamandatet, död 4 maj 2018 i München i Tyskland, var en israelisk sångare, som tillsammans med sin hustru hade flera hits med gruppen Esther & Abi Ofarim. Abi Ofarim verkade även som musikproducent.

## Diskografi (urval)
- 1968 - "Cinderella Rockafella" tillsammans med Esther